# Commedia musicale edoardiana

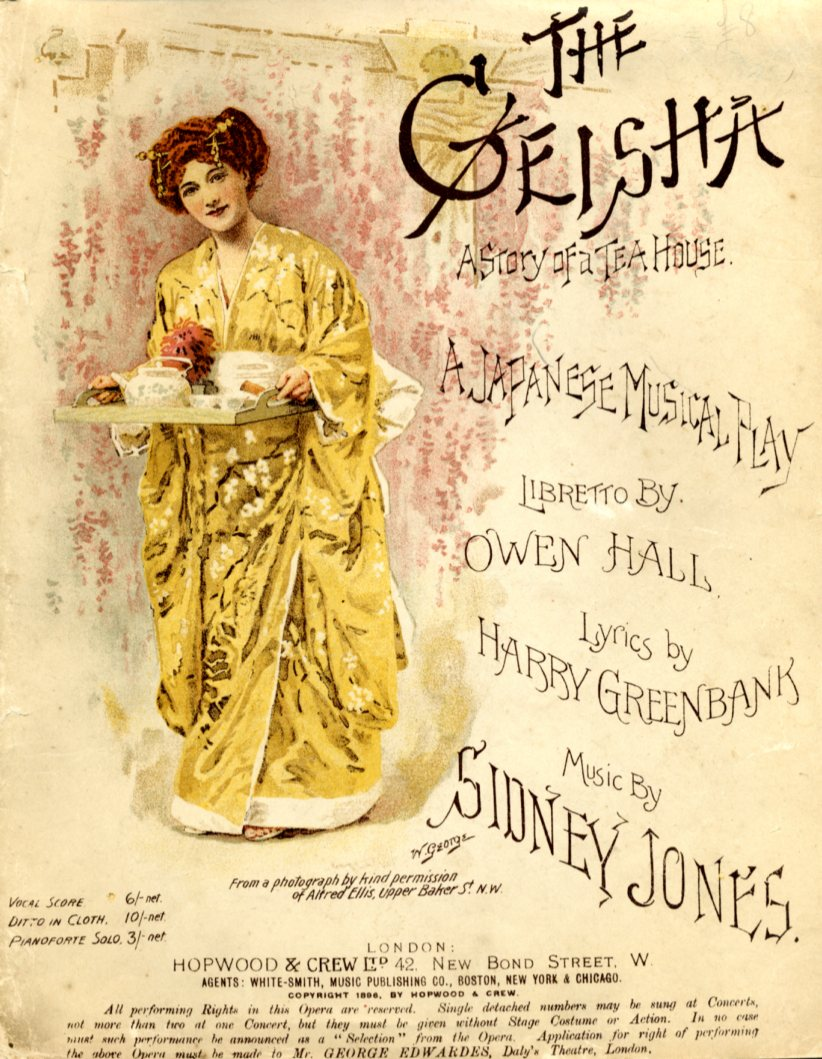
La Geisha era una popolare commedia musicale edoardiana

La Commedia musicale edoardiana era una forma di teatro musicale britannica che si estese oltre il regno di Edoardo VII in entrambe le direzioni, a partire dai primi anni del 1890, quando il dominio delle opere di Gilbert e Sullivan era terminato, fino al sorgere dei musical americani di Jerome Kern, Rodgers e Hart, George Gershwin e Cole Porter dopo la prima guerra mondiale.
Tra In Town del 1892 e The Maid of the Mountains, eseguita in anteprima nel 1917, questo nuovo stile di teatro musicale divenne dominante sul palcoscenico musicale in Gran Bretagna e nel resto del mondo di lingua inglese. La popolarità di In Town e A Gaiety Girl (1893), portò a un numero sorprendente di grandi successi nei successivi tre decenni, tra i quali i più eclatanti furono The Shop Girl (1894), The Geisha (1896), Florodora (1899), A Chinese Honeymoon (1901), The Earl and the Girl (1903), The Arcadians (1909), Our Miss Gibbs (1909), The Quaker Girl (1910), Betty (1914), Chu Chin Chow (1916) and The Maid of the Mountains (1917).

## Storia
La Commedia musicale edoardiana iniziò nell'ultimo decennio dell'era vittoriana e catturò l'ottimismo, l'energia e il buon umore del nuovo secolo e dell'età edoardiana, oltre a fornire conforto durante la prima guerra mondiale. Il burlesque tanto amato ma osé del Gaiety Theatre stava arrivando alla fine della sua popolarità, così come l'esecuzione di lavori di grande successo per famiglie di Gilbert e Sullivan. Questi due generi avevano dominato il palcoscenico musicale dal 1870. Alcune opere comiche più leggere e più romantiche, a partire da Dorothy (1886), ebbero successo e dimostrarono che il pubblico voleva qualcosa di più leggero dell'operetta, ma più coerente nella costruzione rispetto al burlesque, che presentava le mode e la cultura moderne del giorno.

### George Edwardes
The father of the Edwardian musical was George 'The Guv'nor' Edwardes.  He took over the Gaiety Theatre in the 1880s and, at first, improved the quality of the old Gaiety Theatre burlesques.  Perceiving that their time had passed, he experimented with a modern-dress, family-friendly musical theatre style, with breezy, popular songs, snappy, romantic banter, and stylish spectacle.  These drew on the traditions of Savoy opera and also used elements of burlesque and of Americans Harrigan and Hart.  Their plots were simple, and they included elaborate displays of contemporary fashion and settings, and lighthearted parody of modern social convention and topical issues. He replaced the bawdy women of burlesque with his "respectable" corps of dancing, singing Gaiety Girls who wore the latest fashions, and also showed off their bodies in chorus lines and bathing attire, as well as singing, to complete the musical and visual fun.  These shows were immediately widely copied at other London theatres and then in America.

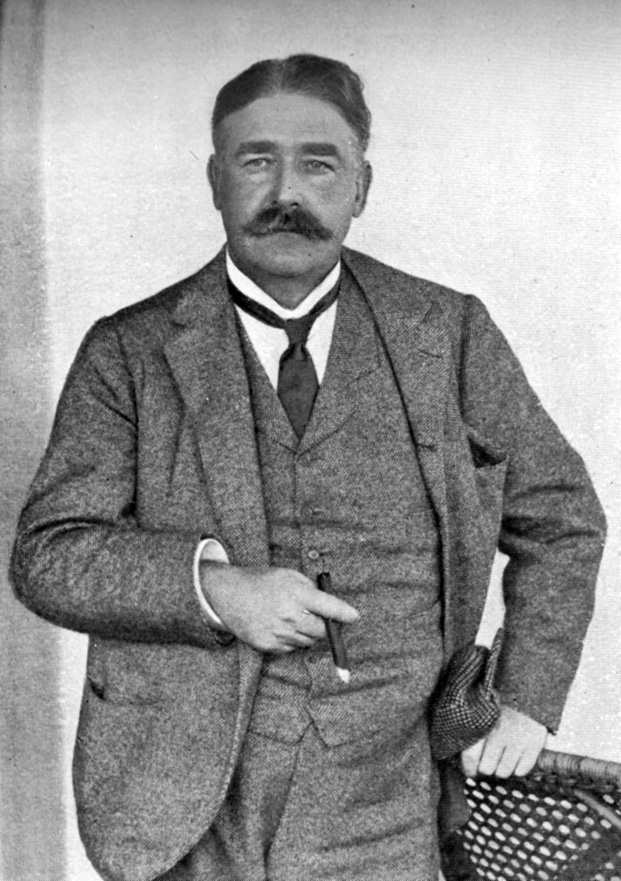
George Edwardes

La prima Commedia musicale edoardiana fu In Town nel 1892. Il suo successo, insieme alla sensazione ancora maggiore che fece A Gaiety Girl nel 1893, confermò Edwardes della bontà della strada che stava prendendo. Queste "commedie musicali", come le chiamava, rivoluzionarono il palcoscenico londinese e dettero il tono per i successivi tre decenni. Secondo l'autore di teatro musicale Andrew Lamb, "L'Impero britannico e l'America iniziarono ad innamorarsi dell'attrazione che esercitava la commedia musicale [edoardiana] dal momento in cui A Gaiety Girl fu portata in tournée mondiale nel 1894".
Tra i primi successi di Edwardes al Gaiety c'erano una serie di spettacoli leggeri, romantici dove "la povera fanciulla ama l'aristocratico e lo conquista contro ogni previsione", di solito con la parola "Ragazza" nel titolo. Dopo A Gaiety Girl arrivarono The Shop Girl (1894), The Circus Girl (1896) and A Runaway Girl (1898). Le eroine erano giovani donne indipendenti che spesso si guadagnavano da vivere. Le storie seguivano una trama familiare: una ragazza del corpo di ballo entra nell'alta società, una ragazza del negozio fa un buon matrimonio. C'era sempre un equivoco durante il primo atto e un fidanzamento alla fine. Secondo le parole di una recensione contemporanea, i musical di Edwardes erano "Leggeri, luminosi e divertenti". I successivi musical "girl" del Gaiety Theater si possono citare The Orchid (1903), The Spring Chicken (1905), The Girls of Gottenberg (1907), Our Miss Gibbs (1909), The Sunshine Girl (1912) e The Girl on the Film (1913). Forse per bilanciare i musical "girl", il Gaiety presentò anche una serie di quelli che potrebbero essere descritti come musical "boy", come The Messenger Boy (1900), The Toreador (1901), The New Aladdin (1906) and Theodore and Co. (1916). Edwardes estese il suo impero ad altri teatri e presentò commedie leggermente più complesse cominciando con An Artist's Model (1895). The Geisha (1896) e San Toy (1899) hanno replicato ciascuna per più di due anni e hanno riscontrato un grande successo internazionale, sfruttando la mania britannica per tutte le cose orientali. Altri successi di Edwardes includono The Girl from Kays (1902), The Earl and the Girl (1903) and The Quaker Girl (1910).

### Compositori, scrittori, produttori e stelle
Le principali glorie delle commedie musicali edoardiane risiedono nelle loro partiture musicali. Al loro meglio, queste combinavano la delicatezza e la raffinatezza dell'operetta con la robusta armonia del music-hall. I più importanti compositori del genere furono Sidney Jones (The Geisha), Ivan Caryll (Our Miss Gibbs), Lionel Monckton (The Quaker Girl), Howard Talbot (A Chinese Honeymoon), Leslie Stuart (Florodora) e Paul Rubens (Miss Hook of Holland). Le partiture venivano costantemente aggiornate con numeri "aggiuntivi" o "speciali" e riorganizzate, spesso da diversi compositori e parolieri, per far tornare il pubblico. Tra gli scrittori più importanti troviamo Adrian Ross, Harry Greenbank, Percy Greenbank, Owen Hall, Charles H. Taylor e Oscar Asche. In generale il libretto, i testi e la musica sono venivano scritti da persone diverse, per la prima volta per il palcoscenico musicale, anche se ora questo è il modo normale di fare le cose. Adrian Ross scrisse i versi di oltre 50 musical edoardiani.
Oltre a Edwardes, il produttore americano Charles Frohman e gli attori-manager come Seymour Hicks, Robert Evett e George Grossmith Jr. erano gli autori di molti di questi spettacoli. I musical erano spesso costruiti attorno a una compagnia di artisti residenti e tra le più grandi star dell'epoca figuravano le attrici Marie Tempest, Gertie Millar, Lily Elsie, Ellaline Terriss e Phyllis Dare, protagonisti come Hayden Coffin e Harry Grattan e comici come Rutland Barrington, George Grossmith Jr, Huntley Wright e Edmund Payne. Un critico scrisse di Joseph Coyne che, come altre stelle della commedia musicale, "Non è bene che fingano di essere qualcun altro. Noi andiamo per vedere loro e tutto ciò che chiediamo è che gli autori e gli altri possano dare loro ogni possibilità di essere se stessi nella maniera più pronunciata e personale".

### Esempi
The Arcadians è generalmente considerato il capolavoro del genere. I compositori erano Monckton e Talbot, entrambi al culmine delle loro capacità. La storia, sul caos scatenato quando i sinceri Arcadiani arrivano nella corrotta Londra, è perfettamente parallela alla posizione delle commedie musicali edoardiane nella storia teatrale, con gli Arcadiani che cantano l'operetta, che rappresentano il passato, si incontrano con i londinesi che cantano il music-hall, che rappresentano il futuro . Questo è un esempio di una caratteristica comune degli spettacoli di questo periodo: raffinatezza mista a sintonia con la gente.
Florodora (1899) di Leslie Stuart e Paul Rubens fece colpo su entrambe le sponde dell'Atlantico, così come A Chinese Honeymoon (Una luna di miele cinese) (1901), del paroliere britannico George Dance e del compositore americano Howard Talbot; andò in scena per un record di 1.074 spettacoli a Londra e 376 a New York. La storia riguarda le coppie che viaggiano in luna di miele in Cina e infrangono inavvertitamente le leggi sui baci (richiami a The Mikado). Seguirono successi enormemente popolari come Chu Chin Chow (1916), che andò avanti per 2.238 esibizioni (più del doppio rispetto a qualsiasi altro musical precedente), Theodore & Co (1916), The Boy (1917), Yes, Uncle! (1917) e The Maid of the Mountains (1917, il secondo musical edoardiano più longevo, con 1.352 spettacoli). Il pubblico voleva intrattenimento leggero ed edificante durante la guerra e questi spettacoli lo assicuravano.
La sentimentale Little Nellie Kelly (1922) di George M. Cohan fu considerata un esempio tardivo della Commedia musicale edoardiana.

## Media

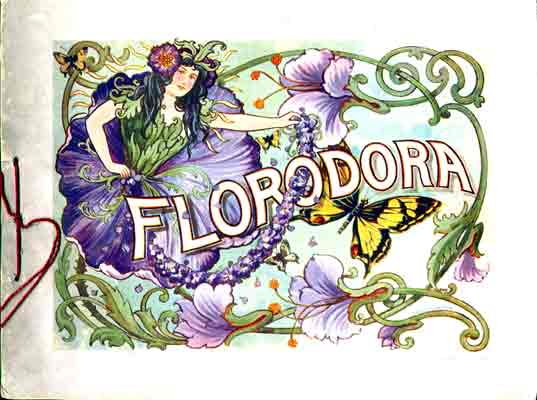
Copertina ricordo del programma, 1900

Musica da Florodora di Leslie Stuart e Owen Hall (1899)